# トワイライト・サーガ/ブレイキング・ドーン Part1
『トワイライト・サーガ/ブレイキング・ドーン Part1』（The Twilight Saga: Breaking Dawn – Part 1）は、ビル・コンドン監督による2011年の恋愛ファンタジー映画である。ステファニー・メイヤーの小説を原作とした『トワイライト・サーガ』シリーズの4作目で、最終章の前編である。クリステン・スチュワート、ロバート・パティンソン、テイラー・ロートナーがこれまでと同じく主要3キャラクターを演じる。
プロデューサーはウィク・ゴッドフリーとカレン・ローゼンフェルトが務めるほか、新たに原作者のステファニー・メイヤーが加わり、脚本はこれまでと同じくメリッサ・ローゼンバーグが執筆する。2011年11月18日に劇場公開され、2012年2月11日にDVDが発売された。

## キャスト
| 役名                   | 俳優                                    | 日本語吹替     |
| ---------------------- | --------------------------------------- | -------------- |
| ベラ・スワン           | クリステン・スチュワート                | 木下紗華       |
| エドワード・カレン     | ロバート・パティンソン                  | 櫻井孝宏       |
| ジェイコブ・ブラック   | テイラー・ロートナー                    | 細谷佳正       |
| チャーリー・スワン     | ビリー・バーク                          | 田中正彦       |
| レネ・ドワイアー       | サラ・クラーク                          | 野沢由香里     |
| カーライル・カレン     | ピーター・ファシネリ                    | 井上倫宏       |
| エズミ・カレン         | エリザベス・リーサー                    | 林佳代子       |
| アリス・カレン         | アシュリー・グリーン                    | 中司ゆう花     |
| エメット・カレン       | ケラン・ラッツ                          | 青木強         |
| ロザリー・ヘイル       | ニッキー・リード                        | 樋口あかり     |
| ジャスパー・ヘイル     | ジャクソン・ラスボーン                  | 中川慶一       |
| ジェシカ・スタンリー   | アナ・ケンドリック                      | 斉藤梨絵       |
| エリック・ヨーキー     | ジャスティン・チョン                    | 谷山紀章       |
| マイク・ニュートン     | マイケル・ウェルチ                      | 深津智義       |
| アンジェラ・ウェーバー | クリスチャン・セラトス                  | 小橋知子       |
| ビリー・ブラック       | ギル・バーミンガム                      | 谷昌樹         |
| サム・ウーレイ         | チャスク・スペンサー                    | 小松史法       |
| リア・クリアウォーター | ジュリア・ジョーンズ                    | 東條加那子     |
| セス・クリアウォーター | ブーブー・スチュワート                  | 鈴木裕斗       |
| エンプリー             | キオワ・ゴードン                        | 佐藤拓也       |
| エミリー               | ティンセル・コーリー                    | 永吉ユカ       |
| ジャレット             | ブロンソン・ペルティエ                  | 佐藤健輔       |
| ターニャ               | マイアンナ・バーリング                  | 中司ゆう花     |
| イリーナ               | マギー・グレイス                        | 小橋知子       |
| ケイト                 | ケイシー・ラボウ                        | 東條加那子     |
| アロ                   | マイケル・シーン                        | 家中宏         |
| カイウス               | ジェイミー・キャンベル・バウアー        | 小松史法       |
| マーカス               | クリストファー・ハイアーダール          | 金尾哲夫       |
| エレアザル             | クリスチャン・カマルゴ                  | 佐藤健輔       |
| カルメン               | ミア・マエストロ                        | 永吉ユカ       |
| レネズミ・カレン       | マッケンジー・フォイ クリスティ・バーク |                |
|                        |                                         |                |
| 翻訳                   |                                         | 松崎広幸       |
| 演出                   |                                         | 安江誠         |
| 制作                   |                                         | グロービジョン |

## 製作

### 企画
『ブレイキング・ドーン』に関する協議はサミット・エンターテインメントがシリーズの2作目と3作目の映画化が完了した後に開始され、2本の映画を6ヶ月間隔で公開する計画を立てた。これまでプロデューサーを務めていたウィク・ゴッドフリーもまた『ブレイキング・ドーン』の映画化の意思を2009年中頃に示していたが、原作者のステファニー・メイヤーは自身のウェブサイトで2本の映画に分割するのが望ましいと述べていた。また彼女はレネズミを映画で表現することが難しいとも述べた。さらに原作のその性質から、ファンや評論家たちはスタジオは今作でもPG-13を維持するのは難しいと見られていた。2010年3月、サミット・エンターテインメントはワーナー・ブラザースの『ハリー・ポッターと死の秘宝 PART1』『ハリー・ポッターと死の秘宝 PART2』に習い、754ページの原作を2分割する方針であることが報じられた。
2010年3月、サミットはソフィア・コッポラ、ガス・ヴァン・サント、ビル・コンドンのようなアカデミー賞のノミネート経験がある監督を模索していると報じられた。2010年4月28日、サミットはビル・コンドンが『ブレイキング・ドーン』を監督し、ウィク・ゴッドフリーとカレン・ローゼンフェルトとステファニー・メイヤーがプロデュースすることを発表した。コンドンは引き受けた理由に、原作を気に入ったこととスチュワートとのコラボレーションを望んでいたことを上げた。
6月、サミットは原作第4巻を2部構成にした映画を11月に撮影開始することを明かした。Part1は2011年11月18日、Part2は2012年11月16日公開を予定した。
ゴッドフリーはベラが吸血鬼化する前後の違いを表現するために2本目の映画を3Dにする提案をした。しかしながらコンドンは『アバター』（2009年）のように適切な機材を用いた「リアル」3Dを好み、『タイタンの戦い』（2010年）のようなポストプロダクションでの3D変換をしないと述べた。

### 撮影
2010年7月9日、サミットはバトンルージュ、ユキュレット、バンクーバー、スカーミッシュで撮影することを発表した。2本の映画は1つのプロジェクトとして同時に撮影された。映画はPG-13を予定し、小説の陰惨なシーンは削除された。
撮影は2010年11月1日にブラジルのリオデジャネイロとパラチで開始された。最初のシーンはリオデジャネイロのラパ地区で1夜で撮影された。 サミット・エンターテインメントはパパラッチやファンに撮影を覗かれないように50ないし500レアルを住民に支払った。また、ノイズを除去し、明確な道を確保するためにバーやレストランのオーナーに1万ないし2万レアルを支払って夜間に閉鎖した。
撮影はパラチに移り、新婚旅行のシーンが撮られた。撮影では毎日のように雨に見舞れた。11月末にルイジアナ州バトンルージュに移った。ほとんどの屋内シーンはサウンドステージと家の中で撮られた。スチュワートは、妊娠の段階で赤ん坊に骨を折られるベラを表現するために青白い痩せたメイクを施した。出産シーンは助産師との議論の後、2晩かけて撮影された。赤ん坊のシーンの撮影のためにアニマトロニクスが使われた。キャストとスタッフは偽の雪とグリーン・スクリーンの部屋で2ヶ月の撮影を過ごした。伝えられるところによれば、いくつかのシーンでもグリーン・スクリーンを使用してアーセナルパークで撮影された。
2月下旬から3月上旬に映画の屋外の場面の大部分とベラの吸血鬼の場面がカナダで撮影された。カナダでの最初のロケ地はバンクーバーであった。しかしながら2011年3月11日に日本を襲ったマグニチュード9.0の地震に起因する津波のため、キャストとスタッフはセットから避難した。映画の広報担当者のトニ・アッタベリーは、安全対策として「スタッフは高い場所に移動し」、「撮影は数時間遅れたが、一日の仕事が達成された」と述べた。
『Part1』の結婚式のシーンがキャストとスタッフが撮った最後のシーンであった。

### 音楽
2011年1月14日、シリーズ1作目『トワイライト〜初恋〜』の音楽を作曲したカーター・バーウェルが再登板することが明かされた。『Part1』の音楽は2011年9月にロンドンのアビー・ロード・スタジオで収録された。この際、『ニュームーン』の作曲家のアレクサンドル・デスプラ、『エクリプス』のハワード・ショアは偶然ロンドンに居合わせたため、2人はバーウェルの元を訪れた。

## 評価

### 批評家の反応
批評家の反応は概ね酷評に偏り、レビュー・アリゲーター・サイトのRotten Tomatoesでは190件のレビューで支持率は25％であった。『バラエティ』のジャスティン・チャンは映画に否定的なレビューを書き、「失望」と呼んだ。『ハリウッド・リポーター』のトッド・マッカーシーもまた否定的で、「無駄に大きくなった」と書いた。『スクリーン・インターナショナル』のブレント・シモンは「ソープオペラ的でメロドラマ」と呼んだ。『ガーディアン』のピーター・ブラッドショーは5ツ星満点で1ツ星を与えた。『シカゴ・サンタイムズ』のロジャー・イーバートは4ツ星満点で2ツ半星を与え、多くの疑問が解決されていないと述べたが、スチュワート演じるベラは「プリティ・グッド」と評した。テレビ番組『Film 2011』のクラウディア・ウィンクルマンは否定的なレビューをして、「笑える」と評した。『ローリング・ストーン』のピーター・トラヴァースは「『トワイライト』シリーズ史上最悪の作品」と書き、さらにテイラー・ロートナーは「不機嫌な5歳児」に見えると述べた。『タイム』のメリー・ポールズじゃ2011年の最低映画トップ10のひとつに本作を挙げた。

### 興行収入
『トワイライト・サーガ/ブレイキング・ドーン Part1』は、北アメリカで2億8128万7133ドル、その他の国々で4億2377万1524ドル、合わせて7億505万8657ドルを売り上げた。公開週末の世界興行収入は2億9100万ドルであり、歴代10位を記録した。公開12日間で世界興行収入は5億ドルを突破し、シリーズ最速を記録した。世界興行収入は2011年の映画では4位、シリーズでは『ニュームーン/トワイライト・サーガ』（7億980万ドル）に次いで2位である。
北アメリカ
2011年11月18日に4061劇場で公開され、初週末興行収入は少なくとも1億4000万ドルと予想された。深夜上映では3025万ドルを売り上げ、『ハリー・ポッターと死の秘宝 PART2』（4350万ドル） 、『ダークナイト ライジング』（3060万ドル）に次いで歴代3位を記録した。また『トワイライト』シリーズとしては『エクリプス/トワイライト・サーガ』の3010万ドルを上回って最高の深夜興行収入である。公開初日全体では7160万ドルを売り上げ、公開初日並びに単日の売上としては歴代4位を記録した。初週末興行収入は1億3810万ドルであり、シリーズとしては『ニュームーン』（1億4280万ドル）に次いで2位、11月公開作品としても『ニュームーン』に次いで2位の記録となった。また歴代映画では7位の記録となった。また2011年公開作品としては『ハリー・ポッターと死の秘宝 PART2』（1億6920万ドル）に次いで2位の初週末興行収入であった。CinemaScoreの調査によると80%の観客が女性、60%が21歳以上であった。
2週目末には70%下落した4190万ドル、また感謝祭週末の5日間では6180万ドルを売り上げた。3週目末も興行収入1位となったが、3週連続1位は2011年の映画としては『ヘルプ 〜心がつなぐストーリー〜』に続いて2例目である。2012年2月23日に劇場公開が終了し、累計興行収入は2億8130万ドルに達したが、これは2011年の映画では3位の成績である。またシリーズ中でも3位の成績である。
北アメリカ以外
北アメリカ以外では5市場で公開が始まり、2日間で890万ドルを売り上げた。初週末までには54市場9950箇所で1億5290万ドルを売り上げ、シリーズ最高額となった。イギリス、アイルランド、マルタでは1391万877ポンド（2200万ドル）を売り上げた。北米外累計では4億2380万ドルを売り上げたが、これはシリーズ最高額で、2011年の映画では6位の成績である。

### 受賞とノミネート
| 賞                     | 部門                               | 候補者                                                                          | 結果       |
| ---------------------- | ---------------------------------- | ------------------------------------------------------------------------------- | ---------- |
| MTVムービー・アワード  | 作品賞                             | 『トワイライト・サーガ/ブレイキング・ドーン Part1』                             | 受賞       |
| MTVムービー・アワード  | キス賞                             | ロバート・パティンソン&クリステン・スチュワート                                 | 受賞       |
| ゴールデンラズベリー賞 | 最低作品賞                         | 『トワイライト・サーガ/ブレイキング・ドーン Part1』                             | ノミネート |
| ゴールデンラズベリー賞 | 最低監督賞                         | ビル・コンドン                                                                  | ノミネート |
| ゴールデンラズベリー賞 | 最低主演男優賞                     | テイラー・ロートナー（『ミッシング ID』に対しても）                             | ノミネート |
| ゴールデンラズベリー賞 | 最低主演女優賞                     | クリステン・スチュワート                                                        | ノミネート |
| ゴールデンラズベリー賞 | 最低スクリーンカップル賞           | クリステン・スチュワート & テイラー・ロートナー、もしくはロバート・パティンソン | ノミネート |
| ゴールデンラズベリー賞 | 最低スクリーンアンサンブル賞       | キャスト全員                                                                    | ノミネート |
| ゴールデンラズベリー賞 | 最低前日譚・リメイク・盗作・続編賞 | 『トワイライト・サーガ/ブレイキング・ドーン Part1』                             | ノミネート |
| ゴールデンラズベリー賞 | 最低脚本賞                         | メリッサ・ローゼンバーグ                                                        | ノミネート |